# Olga Wladimirowna Kusnezowa

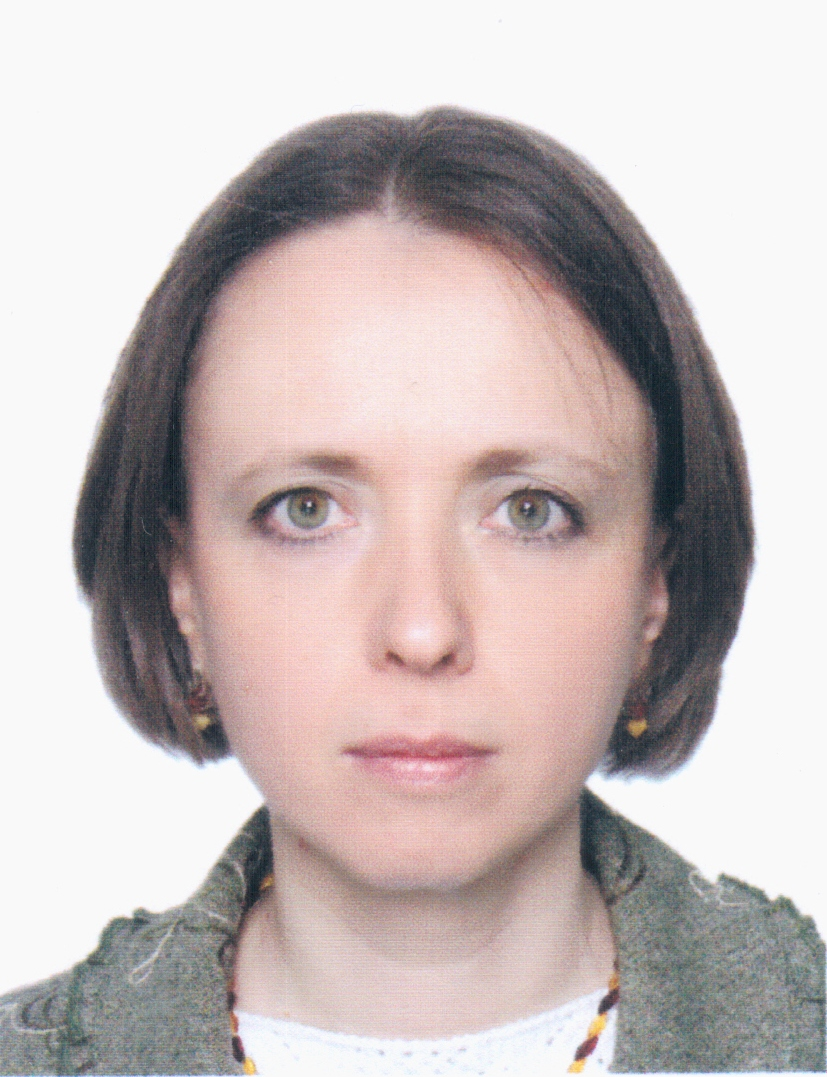
Olga Wladimirowna Kusnezowa

Olga Wladimirowna Kusnezowa (russisch Ольга Владимировна Кузнецова; * 26. Dezember 1972 in Moskau) ist eine russische Wirtschaftsgeographin, Humangeographin und Hochschullehrerin.

## Leben
Das Studium an der Lomonossow-Universität Moskau (MGU) in der Geographie-Fakultät schloss Kusnezowa 1995 am Lehrstuhl für Humangeographie mit Auszeichnung ab. Seitdem lehrt sie dort. Am Ende der anschließenden Aspirantur verteidigte sie 1997 ihre Dissertation über die haushaltsmäßige Umverteilung von Erträgen als Instrument der staatlichen Steuerung der Regionalentwicklung in Deutschland mit Erfolg für die Promotion zur Kandidatin der ökonomischen Wissenschaften.
Ab 1996 arbeitete Kusnezowa im Arbeitszentrum für ökonomische Reformen der Regierung der Russischen Föderation und leitete ab 1998 die Abteilung für regionale Wirtschaftspolitik. Sie verteidigte 2002 am Moskauer Institut für Systemanalyse (ISA) der Russischen Akademie der Wissenschaften (RAN) ihre Doktor-Dissertation über die föderale Steuerung der ökonomischen Entwicklung der Regionen in der Russischen Föderation mit Erfolg für die Promotion zur Doktorin der ökonomischen Wissenschaften 2003.
Kusnezowa wurde 2003 Direktorin des Zentrums für Regionaluntersuchungen der Russischen Akademie für Volkswirtschaft und Öffentlichen Dienst beim Präsidenten der Russischen Föderation. 2005 wechselte sie ins ISA. Sie wurde 2013 Professorin für Regionalökonomie und 2015 Professorin der RAN. Seit 2023 arbeitet sie als wissenschaftliche Chefmitarbeiterin im Institut für Volkswirtschaftsprognostizierung (INP) der RAN. Sie ist Mitglied der Russischen Geographischen Gesellschaft.
Kusnezowa ist mit dem Wirtschaftsgeographen Alexander Druschinin (* 1962) verheiratet.

## Ehrungen, Preise
- Baranski-Preis der Assoziation der Russischen Humangeographen (2015 mit dem Autorenkollektiv des Lehrbuchs der russischen Humangeographie)